# Philothamnus macrops
Philothamnus macrops är en ormart som beskrevs av Boulenger 1895. Philothamnus macrops ingår i släktet Philothamnus och familjen snokar. Inga underarter finns listade i Catalogue of Life.
Denna orm förekommer i Usambarabergen och i några andra områden i sydöstra Kenya, östra Tanzania och nordöstra Moçambique. Arten lever i låglandet och i bergstrakter upp till 2000 meter över havet. Habitatet varierar mellan skogar, buskskogar och savanner. Individerna klättrar i träd och de rör sig på marken, ofta nära vattendrag. Honor lägger 3 till 14 ägg per tillfälle.
Intensivt bruk av betesmarker hotar beståndet. Hela populationen anses vara stor. IUCN listar arten som livskraftig (LC).